# Ivan XI.
Ivan XI., papa od veljače/ožujka 931. do prosinca 935. godine.